# Triaspis hispanica
Triaspis hispanica är en stekelart som beskrevs av Papp 1999. Triaspis hispanica ingår i släktet Triaspis och familjen bracksteklar. Inga underarter finns listade i Catalogue of Life.